# Auge (Tochter des Aleos)

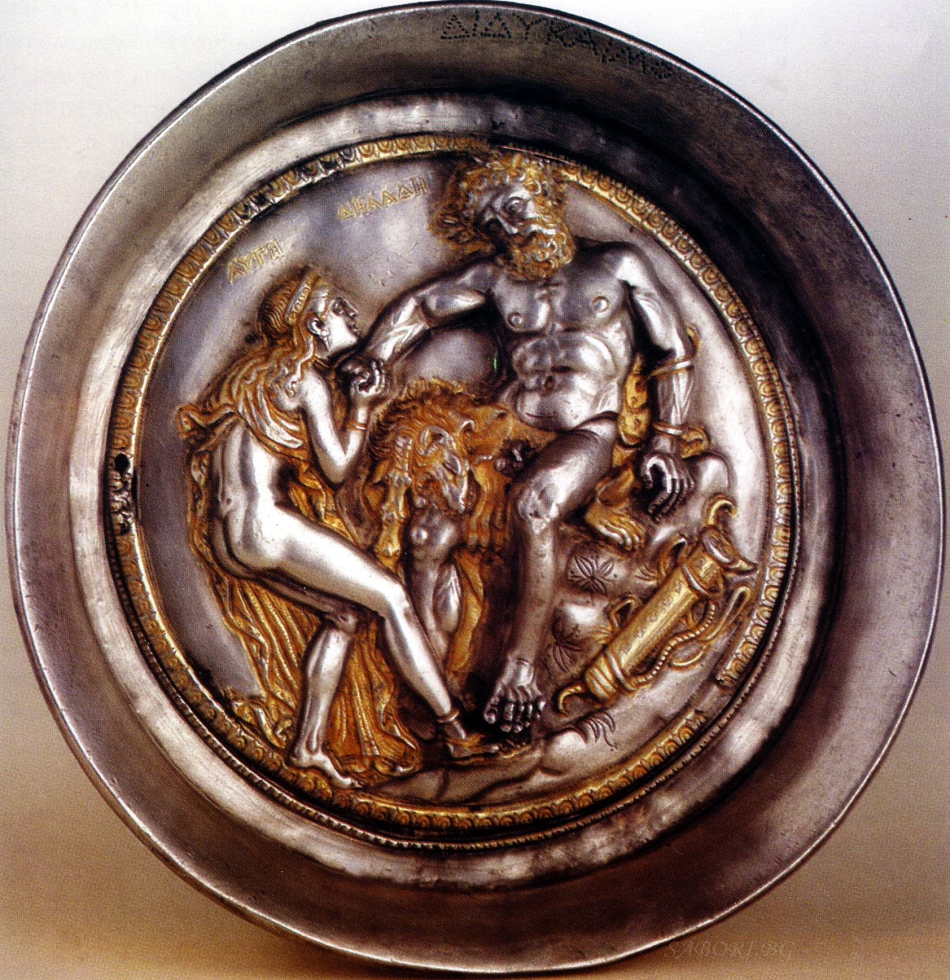
Herakles und Auge, Phiale aus dem Silberschatz von Rogozen

Auge (altgriechisch Αὔγη Aúgē) ist in der griechischen Mythologie die Tochter des Königs Aleos und dessen Nichte Neaira. Sie war damit die Schwester des Kepheus, Lykurgos und des Apidamas. Sie ist durch Herakles die Mutter des Telephos.

## Mythos
Aleos hatte seine Tochter Auge zur Priesterin der Athene in Tegea auserwählt, was sie zur Jungfräulichkeit verpflichtete, denn Aleos war vom Orakel von Delphi geweissagt worden, dass seine beiden Söhne durch den Sohn seiner Tochter umkommen würden.
Aleos glaubte, seine Tochter im Tempel der Athene gut versorgt zu wissen. Er drohte sie zu töten, sollte sie ihr Keuschheitsgelübde verletzen. Als aber der durchreisende Herakles von Aleos gastfreundlich im Tempel der Athene bewirtet wurde, überraschte dieser Auge, die gerade ihre Kleider an der Quelle des Tempels wusch. Vom Wein berauscht vergewaltigte er sie.
Auge wurde schwanger und gebar das Kind im Geheimen und versteckte es im Tempelbezirk, was Athene missfiel: Pest und eine Hungersnot kamen über die Stadt. Aleos entdeckte die böse Tat und zerrte seine Tochter auf den Marktplatz der Stadt. Auge beteuerte ihre Unschuld, der Vater glaubte ihr nicht. Allerdings scheute er sich, sie zu töten, sondern überantwortete sie König Nauplios, der sie ertränken sollte. Dieser hieß sie in eine Truhe steigen, die auf hoher See ausgesetzt wurde. Diese Truhe wurde jedoch in Mysien an Land gespült, wo König Teuthras Auge bei sich aufnahm und heiratete.
Nach einer abweichenden Erzählung wurde Auge von Teuthras adoptiert. In dieser Version der Sage wäre sie beinahe die Gattin ihres eigenen Sohnes, Telephos, geworden. Dieser wurde auf dem Berg Parthenos ausgesetzt (oder dort auch von Auge erst geboren), von einer Hirschkuh gesäugt und von Hirten aufgezogen. Als er das Orakel in Delphi befragte, wer seine Eltern seien, wurde er nach Mysien geschickt. Dort erschlug er zusammen mit seinem treuen Begleiter Parthenopaios den Argonauten Idas, den Feind des Teuthras, und bekam Auge dafür zum Lohn als Gattin zugesprochen. Auge nahm jedoch ein Schwert mit in das Ehebett, um Telephos damit zu töten. Um dies zu verhindern, schickten die Götter eine große Schlange. Diese legte sich zwischen die beiden, so dass Auge vor Schreck das Schwert fallen ließ und ihre Absicht gestand. Telephos wollte sie nun selber töten, aber Auge rief nach Herakles, woran Telephos sie als seine Mutter erkannte. Sie fielen sich in die Arme und kehrten mit dem Segen des Teuthras in ihre Heimat zurück.
Auges Grab soll in Pergamon am Ufer des Kaikos liegen.